# Suore francescane della misericordia (Lussemburgo)
Le Suore Francescane della Misericordia, dette di Lussemburgo (in francese Sœurs Franciscaines de la Miséricorde de Luxembourg; sigla F.M.), sono un istituto religioso femminile di diritto pontificio.

## Storia
La congregazione fu fondata nel 1847 a Lussemburgo da Anne-Élisabeth du Faing d'Aigremont, in religione madre Francesca, con l'aiuto del suo direttore spirituale, il canonico Léonard Sühs.
La prima casa all'estero fu aperta nel 1861 in Belgio e nel 1911 furono fatte le prime fondazioni in Francia. Nel 1926 le religiose si aprirono all'apostolato missionario aprendo filiali in Cina, trasferite a Taiwan nel 1938.
L'istituto, aggregato all'ordine dei frati minori dal 13 novembre 1905, ricevette il pontificio decreto di lode il 23 luglio 1912.

## Attività e diffusione
Le suore si dedicano all'assistenza a poveri e ammalati sia a domicilio che negli ospedali, alla cura e all'educazione dell'infanzia, al servizio nelle carceri femminili e al lavoro nelle missioni.
Oltre che in Lussemburgo, le suore sono attive a Taiwan; la sede generalizia è a Lussemburgo.
Alla fine del 2015 l'istituto contava 108 religiose in 17 case.